# Infiltrate•Destroy•Rebuild
Infiltrate•Destroy•Rebuild, parfois nommé par ses initiales IDR, est le second album du groupe CKY. Il est sorti le 24 septembre, 2002 par Island Records.
Toutes les chansons de l'album ont une vidéo, qui apparaissent sur Infiltrate•Destroy•Rebuild The Video Album. Les vidéos ont toutes été dirigées par Bam Margera, Dave Deneen (pour la vidéo de "Inhuman Creation Station") et Deron Miller (officiellement non crédité, Bam Margera a crédité Deron pour avoir dirigé la vidéo "Shock and Terror").
Seulement deux singles ont accompagné cet album : « Flesh Into Gear » et « Attached at the Hip ».

## Liste des titres
Toutes les chansons sont de Chad I. Ginsburg, Jess Margera et Deron Miller.
1. "Escape From Hellview" – 3:42
2. "Flesh Into Gear" – 3:06
3. "Sink Into the Underground" – 2:58
4. "Attached at the Hip" – 2:59
5. "Frenetic Amnesic" – 3:21
6. "Shock & Terror" – 3:07
7. "Plastic Plan" – 3:55
8. "Inhuman Creation Station" – 4:08
9. "Sporadic Movement" – 2:43
10. "Close Yet Far" – 3:53

## Historique
| Édition  | Sortie   | Label               | # CD | # de Copies |
| -------- | -------- | ------------------- | ---- | ----------- |
| Première | 24/09/02 | Island Records      | 1    | Unlimited   |
| Seconde  | 27/01/03 | Mercury Records(UK) | 1    | Unlimited   |

## Crédits
- Deron Miller – chant, guitare, guitare basse, moogs
- Chad I. Ginsburg – guitare, chant, moogs, guitare basse
- Jess Margera – tambours